# Sornéville
Sornéville település Franciaországban, Meurthe-et-Moselle megyében. Lakosainak száma 327 fő (2022. január 1.). Sornéville Bezange-la-Grande, Erbéviller-sur-Amezule, Hoéville, Mazerulles, Moncel-sur-Seille és Réméréville községekkel határos.

## Népesség
A település népessége az elmúlt években az alábbi módon változott:
| Lakosok száma | 230  | 224  | 245  | 316  | 343  | 346  | 328  | 312  | 305  | 327  |
|               | 1968 | 1982 | 1990 | 2006 | 2013 | 2015 | 2017 | 2019 | 2020 | 2022 |